# Gilbert Yegon

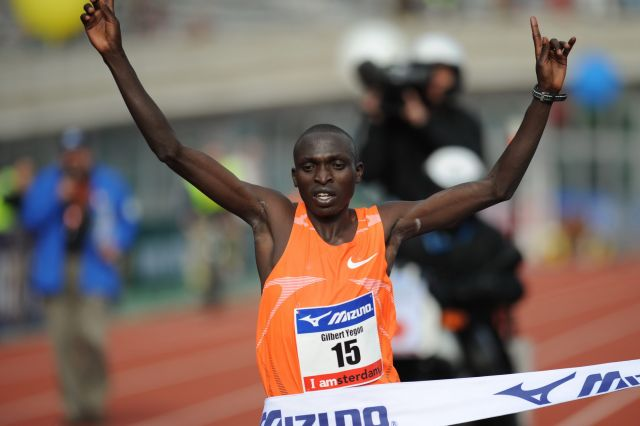
Gilbert Yegon im Ziel des Amsterdam-Marathon 2009

Gilbert Yegon (* 26. Januar 1988) ist ein kenianischer Langstreckenläufer, der sich auf Straßenläufe spezialisiert hat.
In seiner ersten internationalen Saison wurde er 2009 Zwölfter beim Berliner Halbmarathon in 1:01:26 h. Bei seinem Debüt über die 42,195-km-Distanz siegte er überraschend beim Amsterdam-Marathon in 2:06:18 h und brach dabei den Streckenrekord, den Haile Gebrselassie vier Jahre zuvor aufgestellt hatte.